# جيك ديلاني
جيك ديلاني (بالإنجليزية: Jake Delaney)‏ هو لاعب كرة مضرب أسترالي، ولد في 14 مايو 1997 في سيدني في أستراليا.

## وصلات خارجية
- جيك ديلاني على موقع رابطة محترفي التنس (الإنجليزية)
- جيك ديلاني على موقع الاتحاد الدولي لكرة المضرب (الإنجليزية)
- جيك ديلاني على موقع خلاصة التنس.كوم (الإنجليزية)
- جيك ديلاني على موقع إي إس بي إن.كوم (الإنجليزية)